# Gloria Tapia
Gloria Tapia, född Gloria Angelica Tapia Araneda 5 mars 1972, är en svensk skådespelare.

## Biografi
Tapia studerade vid Teaterhögskolan i Luleå 1999-2003. Därefter medverkade hon i olika teaterproduktioner vid teatrar runt om i Sverige. Vid Angeredsteatern spelade hon 2005 Miriam i pjäsen Hejdå Fantomen i regi av Manuel Cubas. 2008/2009 spelade hon Blanca i Jonas Hassen Khemiris pjäs Fem gånger Gud i ett samarbete mellan Regionteatern Blekinge Kronoberg och Riksteatern. 2008 skrev Gloria Tapia sketcher för humorprogrammet Morgonsoffan i SVT där hon dök upp som karaktären Patricia Zamorano. 2009/2010 spelade hon Hjördis i Nära livet av Ulla Isaksson på Riksteatern. Pjäsen regisserades av Jenny Andreasson.

## Filmografi, i urval
- 1991 - Agnes Cecilia – en sällsam historia
- 1996 - Blackout
- 1996 - Nudlar och 08:or (TV-serie)
- 1996 - Habeas corpus
- 1998 - Zingo
- 2001 - Känd från TV
- 2008 - Om ett hjärta – Yasemin Rezazi
- 2017 – Innan vi dör (TV-serie)
- 2017 – Jordskott (TV-serie)
- 2018 – De dagar som blommorna blommar (TV-serie)
- 2022 – Young Royals (TV-serie)

## Teater

### Roller (ej komplett)
| År   | Roll           | Produktion                                                          | Regi               | Teater                   |
| ---- | -------------- | ------------------------------------------------------------------- | ------------------ | ------------------------ |
| 2010 |                | Hela världen i mitt huvud Emma Broström                             | Kajsa Isakson      | Riksteatern              |
| 2017 | Thea Sundler   | Löwensköldska ringen Selma Lagerlöf                                 | Anna Azcárate      | Uppsala stadsteater      |
| 2019 | Pjuke          | Bröderna Lejonhjärta Astrid Lindgren                                | Ronny Danielsson   | Uppsala stadsteater      |
| 2020 |                | Farliga förbindelser (Les Liaisons dangereuses) Christopher Hampton | Anna Azcárate      | Uppsala stadsteater      |
| 2020 | Norma          | Pappas födelsedag Alejandro Leiva Wenger                            | Frida Röhl         | Kulturhuset Stadsteatern |
| 2021 |                | Mammorna Alexandra Pascalidou, Sunil Munshi och Lisa Lindén         | Sunil Munshi       | Riksteatern              |
| 2021 | Korvgumman mfl | Loranga, Loranga Barbro Lindgren                                    | Olle Törnqvist     | Uppsala stadsteater      |
| 2022 |                | Bra där! Aki, Dajanko och Sai                                       | Affe Ashkar        | Uppsala stadsteater      |
| 2022 |                | Älskad, saknad Malin Lagerlöf                                       | Carl Johan Karlson | Uppsala stadsteater      |